# Megaro Rendi
Das Megaro Rendi (griechisch Μέγαρο Ρέντη oder Κτήριο Ρέντη Rendisgebäude) ist ein denkmalgeschütztes Gebäude im Stadtzentrum der griechischen Hauptstadt Athen.

## Geschichte
Es befindet sich an der Einmündung der Odos Merlin (Οδός Μέρλιν) in die Leoforos Vasilissis Sofias in Nachbarschaft zur italienischen und französischen Botschaft. Es wurde 1928 von dem griechischen Architekten Vasilios Tsagris (1882-1941) für Konstantinos Rendis (1884-1958), einen wichtigen Diplomaten und Politiker der Zwischenkriegszeit, erbaut. Das Gebäude ist ein Beispiel für den eklektischen Stil der Zwischenkriegszeit, obwohl es noch Elemente des Jugendstils, der so genannten Otto-Wagner-Schule und anderer damals in Europa dominanten Stile aufweist. Im Jahr 1985 wurde es auf Beschluss des griechischen Kulturministeriums zu einem modernen Denkmal erklärt.
Im Laufe der Jahre erlebte es verschiedene Nutzungen, bis es 2005 von der Theocharakis-Stiftung erworben wurde, um als deren Hauptsitz zu dienen. Es folgten umfangreiche Restaurierungs- und Umgestaltungsarbeiten durch die Architekten Dimitris Agiostratitis, P. Jonos und G. Choipel. Seit Ende 2007 dient das Gebäude als Sitz der Stiftung und Ausstellungsstätte.